# Squelette fibreux du cœur
Le squelette fibreux du cœur (ou charpente fibreuse du cœur ou cercles tendineux de Lower) est une structure fibreuse dense située à la base du cœur qui sépare les atriums des ventricules en permettant l'ancrage des valves cardiaques. Il est composé de quatre anneaux situés autour des ostiums atrio-ventriculaires et artériels.

## Structure
Le squelette fibreux du cœur est composé de tissu conjonctif dense.
Il est constitué de quatre anneaux situés autour des ostium atrio-ventriculaire et artériels.

### Anneau fibreux droit
L'anneau fibreux droit (ou anneau tricuspidien) se situe à la jonction entre l'atrium droit et le ventricule droit.
Il sert de point d'ancrage à la valve tricuspide.
Il est en continuité avec le trigone fibreux droit.
Sa circonférence est de 105 millimètres chez la femme et de 120 millimètres chez l'homme. pour une surface de 10 à 12 cm2.

### Anneau fibreux gauche
L'anneau fibreux gauche (ou anneau mitral) se situe à la jonction entre l'atrium gauche et le ventricule gauche.
Il sert de point d'ancrage à la valve mitrale.
Il est en continuité avec le trigone fibreux droit et gauche et est proche de l'anneau aortique.
Sa circonférence est de 100 millimètres chez la femme et de 90 millimètres chez l'homme. pour une surface de 4 à 6 cm2.

### Anneau aortique
L'anneau aortique est situé à la base de l'aorte autour de l'orifice aortique au niveau de la jonction entre le ventricule gauche et l'aorte ascendante.
Il sert de point d'ancrage pour la valve aortique.
Il est en continuité avec le trigone fibreux gauche et le septum membraneux.

### Anneau pulmonaire
L'anneau pulmonaire est situé à la jonction entre le ventricule droit et le tronc pulmonaire autour de l'orifice du tronc pulmonaire.
Il sert de point d'ancrage pour la valve pulmonaire.

### Corps fibreux central du cœur
Les anneaux sont connectes entre eux par le corps fibreux central constitué des trigones fibreux droit et gauche, de la partie membraneuse du septum interauriculaire et la partie adjacente du septum interatrial.
Dans la littérature, les deux trigones fibreux sont parfois nommés nœud de valvules auriculo-ventriculaires de Henle ou nodule fibreux du cœur.

### Espace pyramidal inférieur
A proximité du corps fibreux central dans la partie inférieure du septum interatrial, se trouve l'espace pyramidal inférieur.
Il est limité en haut par la fosse ovale, à l'avant par le septum interatrial membraneux, en arrière par la paroi postérieure de l'atrium droit et en bas par la jonction entre le septum interatrial et la veine cave inférieure.
Il contient le tendon de la valvule de la veine cave inférieure qui relie la partie inférieure du septum interatrial à l'ostium de la veine cave inférieure.

## Anatomie fonctionnelle
Le squelette fibreux du cœur joue un rôle pour le soutien structurel et le maintien de la géométrie cardiaque. Il sert de point d'ancrage pour pour les fibres musculaires cardiaques.
Il joue également un rôle d'isolant électrique entre les atriums et les ventricules pour coordonner les contractions musculaires entre ces deux parties.

## Aspect clinique
Le squelette fibreux du cœur est un point de repère important en chirurgie cardiaque.
Il peut être impliquée dans certaine malformations cardiaques congénitales (tétralogie de Fallot, anomalie d'Ebstein, ...)
Il peut être sujet à une calcification avec le vieillissement.

## Anatomie comparée
Chez certaines espèces le squelette fibreux du cœur peut être calcifié et former un ou deux os cardiaques observé dans le cœur de certains animaux comme les bœufs, certains cervidés, les moutons, les chèvres, certains cétacés et certains camélidés.
On connaissait ces os cardiaques depuis l'Antiquité chez les cerfs et les bœufs et on lui prêtait des propriétés médicinales et des propriétés mystiques.
On l'observe occasionnellement chez les chèvres, mais aussi chez d'autres animaux comme les loutres. Il a également été récemment découvert chez les chimpanzés, les seuls grands singes connus à ce jour à possédant un os cardiaque.
Contre l'opinion de son époque, Galien écrivit que l'os cardiaque était également présent chez les éléphants. Cette affirmation a perduré jusqu'au XIXe siècle et était toujours considérée comme un fait dans l'Anatomie de Gray, bien que ce ne soit pas le cas.